# بارتولومئو ائوستاکی
بارتولومئو ائوستاکی (ایتالیایی: Bartolomeo Eustachi؛ ‏ ح. 1500–1510 – ۲۷ اوت ۱۵۷۴) پزشک و کالبدشناس اهل ایتالیا و یکی از بنیان‌گذاران علم کالبدشناسی بدن انسان بود. او در سال ۱۵۴۹ استاد این رشته در دانشگاه ساپینزای رم شد و اندکی بعد برای تشریح جسد بیماران در بیمارستان سانتو اسپیریتو از پاپ مجوز گرفت. دانش عمیق وی در تشریح گوش درونی سبب توصیف دقیق شیپور استاش، استخوان چکشی، ماهیچه رکابی و حلزون گوش شد. وی را کاشف غده فوق کلیوی هم می‌دانند. سال‌ها بعد الواح کالبدشناسی وی را پاپ کلمنت یازدهم به جووانی ماریا لانچیزی داد و لانچیزی آن‌ها را در سال ۱۷۱۴ منتشر کرد. این الواح نشان می‌دهد که ائوستاکی با چه دقت بی‌نظیر و کوشش فراوانی کالبدشکافی را انجام داده و یافته‌های خود را توصیف کرده است. ائوستاکی را یکی از حامیان کالبدشناس رومی قرن دوم میلادی جالینوس می‌دانند که با کالبدشناس نامدار آن روزگار آندریاس وسالیوس بحث و جدل‌های فراوانی داشت.